# Micropsectra bodanica
Micropsectra bodanica е насекомо от разред Двукрили (Diptera), семейство Хирономидни (Chironomidae). Няма подвидове.